# Гретковская, Мануэла
Мануэла Гретковская (пол. Manuela Gretkowska; род. 6 октября 1964, Лодзь) — польская писательница, эссеистка, киносценаристка, фельетонистка. Феминистка. Общественный деятель. Основательница польской Партии женщин. Одна из самых известных интеллектуалок современной Польши.

## Биография
Окончила философский факультет Ягеллонского университета в Кракове . Там же сотрудничала с литературным журналом «brulion».
В 1988 году на несколько лет выехала во Францию. В Париже изучала курс антропологии в Высшей школе социальных наук. Много путешествовала (Индия, Сейшельские острова, Китай, Австралия). С 1987 г. жила в Швеции.
В начале 1990-х вернулась на родину. Работала заместителем главного редактора журнала «Elle», затем руководила литературным отделом этого журнала. Автор ряда фельетонов для журналов «Elle», «Cosmopolitan», «Wprost», «Politykа» и др.

## Общественная деятельность
В 2007 г. реорганизовала общественное движение «Польша — это женщина» в новую политическую организацию — партию «Партию женщин». В октябре 2007 года, после парламентских выборов, вышла из партии, оставаясь её почëтным президентом.
В настоящее время М. Гретковская живëт недалеко от Варшавы.

## Избранная библиография
- My zdies' emigranty (1991)
- Tarot paryski (1993)
- Kabaret metafizyczny (1994)
- Podręcznik do ludzi (1996)
- Namiętnik (1998)
- Światowidz (1998)
- Silikon (2000)
- Polka (2001)
- Sceny z życia pozamałżeńskiego (2003)
- Europejka (2004)
- Kobieta i mężczyźni (2007)
- Na dnie nieba (2007)
- Obywatelka (2008)
- Miłość po polsku (2010)
- Trans (2011)

## Киносценарии
- Szamanka (1996)
- Egoiści (1999)
- Miasteczko (телесериал)